# ウォルター・デヴァルー (初代ヘレフォード子爵)
初代ヘレフォード子爵・第10代チャートリーのフェラーズ男爵ウォルター・デヴァルー（英語: Walter Devereux, 1st Viscount Hereford, 9th Baron Ferrers of Chartley、1488年 - 1558年9月17日）は、イングランドの貴族。

## 経歴
1491年頃、第9代（初代）チャートリーのフェラーズ男爵ジョン・デヴァルーとその妻セシリー（第2代エセックス伯ヘンリー・バウチャーの姉妹）の間に長男として生まれる。
1501年5月3日の父の死去によりチャートリーのフェラーズ男爵位を継承した。1523年にガーター勲章勲爵士（KG）となる。
1544年にはブローニュ包囲戦に参加した。
1550年2月にヘレフォード子爵に叙される。1550年から1553年まで枢密顧問官（PC）に列した。
1558年9月27日に死去。爵位は孫のウォルター・デヴァルーが継承した。彼は後にエセックス伯に叙せられる。

## 栄典

### 爵位
1501年5月3日に父より以下の爵位を継承した。
- チャートリーの第10代フェラーズ男爵（英語版） (10th Baron Ferrers of Chartley)

（1299年2月6日の議会招集令状によるイングランド貴族爵位）
1550年2月2日に以下の爵位を新規に叙された。
- 初代ヘレフォード子爵 (1st Viscount Hereford)

（勅許状によるイングランド貴族爵位）

### 勲章
- 1523年、ガーター騎士団（勲章）ナイト（KG）[1][2]

## 家族
1503年より以前に初代ドーセット侯爵トマス・グレイの娘メアリーと結婚した。彼女との間に以下の3子を儲ける。
- 長男：リチャード・デヴァルー（英語版）（1513年頃 - 1547年） - 初代エセックス伯・2代ヘレフォード子爵ウォルター・デヴァルーの父。
- 次男：ウィリアム・デヴァルー
- 三男：ヘンリー・デヴァルー

初代パームのウィロウビー男爵ウィリアム・ウィロウビーの娘マーガレットと再婚し、彼女との間に以下の2子を儲ける。
- 四男：エドワード・デヴァルー（英語版）（1544年頃 - 1622年） - 準男爵に叙される。ヘレフォード子爵位は5代以降彼の系統が継承。
- 長女：キャサリン・デヴァルー - ジェイムズ・バスカーヴィルと結婚。